# Falkenberg (Stadt in Schweden)

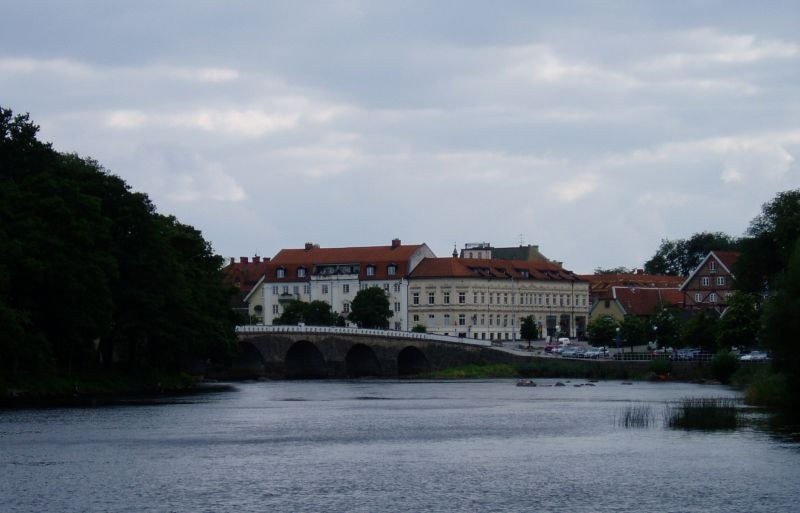
Blick auf die Altstadt und den Ätran

Falkenberg ist eine Stadt in der schwedischen Provinz Hallands län und der historischen Provinz Halland. Der Ort liegt an der Mündung des Flusses Ätran und ist der Hauptort der gleichnamigen Gemeinde.

## Geschichte
Während der Eisen- und Vendelzeit gab es fünf mögliche Siedlungsorte in der Umgebung von Falkenberg: Stafsinge, Slöinge, Köinge, Abild/Vessige und Asige.
Rund um 900 scheint die Besiedlung mit Ausnahme von Stafsinge zurückzugehen. Gleichzeitig hat die Gegend um Stafsinge und Falkenberg eine zunehmende Bedeutung gewonnen und entwickelte sich zu einem Handelszentrum. Die Gegend hat eine der größten Konzentrationen in Skåneland an Funden von Silber und Münzschätzen aus der Wikingerzeit. Diese Schätze sind vom Anfang der 900er, bevor die Dynastie von Jelling Dänemark vereinte.
Falkenberg wurde erstmals Ende des 13. Jahrhunderts schriftlich erwähnt. Festung Falkenberg wurde 1434 von den Truppen Engelbrekts zerstört und wurde nicht wieder aufgebaut. Der erste bekannte Privilegienbrief der Stadt datiert aus dem Jahr 1558. Zwischen dem 14. Jahrhundert und dem Dreikronenkrieg (1563–1570) existierte neben Falkenberg mit Ny-Falkenberg noch eine Zwillingsstadt. Bis 1645 war die Stadt, wie die gesamte Provinz Halland, Teil Dänemarks.
Die Stadt wuchs zunächst auf der nördlichen Seite des Ätran-Flusses, begann aber im 20. Jahrhundert, sich auch auf die südliche Seite des Flusses auszudehnen.
In Falkenberg erscheint seit 1905 die Zeitung Hallands Nyheter.

## Verkehr
Falkenberg liegt an einer traditionellen Route entlang der schwedischen Westküste, etwa 45 km nordwestlich von Halmstad und 105 km südlich von Göteborg. Diese Strecke ist heute durch die Autobahn Göteborg–Malmö, E6/E20, sowie die Westküstenbahn (Västkustbanan) erschlossen. Der Bahnhof Falkenberg befindet sich – nach Verlegung der Bahnstrecke 2008 – am Stadtrand, 2 km NNO des Stadtzentrums.

## Sport
Aus Falkenberg kommen der Tischtennisverein Falkenbergs BTK, der Fußballverein Falkenbergs FF sowie der Volleyballverein Falkenbergs VBK.
Falkenbergs Motorbana liegt zirka 8 Kilometer östlich von Falkenberg.

## Kultur
Aus Falkenberg stammen die Melodic-Death-Metal-Bands The Unguided, Sonic Syndicate, die Sleaze-Metal-Band Vains of Jenna und die EBM-Band Spark!

## Schulen
Die Grundschulen des Falkenbergs sind;
- Björkskolan Hjorten
- Fajansskolan
- Falkenbergs Montessoriskola
- Heringsskolan
- Hjortsbergsskolan
- Skogstorpsskolan
- Tullbroskolan
- Tångaskolan
- Söderskolan
- Schubergstorpskolan
- Vesterhavsskolan

## Sehenswürdigkeiten
- St. Laurentius, Falkenbergs alte Kirche, mit historischen Malereien
- Törngrens krukmakeri, älteste Töpferei Europas, Werkstatt und Museum

## Persönlichkeiten
- Andreas Cervin (1888–1972), Turner
- Sven Uno Stensson (* 1938), Radrennfahrer
- Stellan Bengtsson (* 1952), Tischtennis-Weltmeister
- Ewan Svensson, Jazz-Gitarrist und Komponist
- Rutger Backe (* 1951), Fußball-Nationalspieler und Trainer
- Hans Svensson (* 1955), Ruderer
- Staffan Svensson (* 1963), Jazzmusiker
- Pär Zetterberg (* 1970), Fußballspieler
- Greczula (* 1992), Sänger
- Gustaf Nilsson (* 1997), Fußballspieler
- Gustav Johansson (* 1999), Radrennfahrer

## Partnerstädte
Falkenberg listet folgende Städtepartnerschaften auf:
- Gnesen, Polen[10]